# Перова, Светлана Николаевна
Светла́на Никола́евна Перо́ва (род. 21 мая 1948, с. Державино, Бузулукский район, Чкаловская область, РСФСР, СССР) — советский и российский деятель органов внутренних дел, экономист в сфере финансово-экономического обеспечения органов внутренних дел Российской Федерации. Начальник
Финансово-экономического департамента МВД России с 28 марта 2001 по 28 апреля 2011. Руководитель Департамента по финансово-экономической политике и обеспечению социальных гарантий МВД России с 18 июня 2011 по 8 мая 2015.
Генерал-лейтенант милиции (2006). Действительный государственный советник Российской Федерации 2-го класса (2011). Заслуженный экономист Российской Федерации (1998). Кандидат экономических наук.
Является первой в истории российской милиции женщиной, получившая специальные звания  «генерал-майор милиции» и «генерал-лейтенант милиции».

## Биография
Родилась 21 мая 1948 в селе Державино Чкаловской области в семье фронтовиков. Её отец являлся пенсионером органов внутренних дел, а мать завершила свою трудовую деятельность работником российского банка. 
С 1966 по 1969 — бухгалтер Икшанского поселкового Дмитровского райпотребсоюза. С 1969 рабоала в сфере финансово-экономического обеспечения органов внутренних дел.
С 1969 по 1997 — служба в финансовых подразделениях московской милиции: прошла путь от старшего инспектора до начальника Финансово-планового управления МВД по Москве. 
В 1983 окончила Всесоюзный заочный финансово-экономический институт по специальности «бухгалтерский учёт и анализ хозяйственной деятельности». Кандидат экономических наук.
Указом Президента Российской Федерации от 23 февраля 1998 присвоено почётное звание Заслуженный экономист Российской Федерации.
С 1997 по 2001 — заместитель начальника ГУВД города Москвы — начальник тыла.
В 2001 назначена на должность заместителя начальника Службы тыла МВД России — начальника Финансово-экономического департамента Службы тыла. С 2005, в связи с переименованием должности, являлась начальником Финансово-экономического департамента МВД России.
В 2006 присвоено специальное звание генерал-лейтенант милиции, что стало первым в истории присвоением столь высокого звания женщине.
29 апреля 2011, в ходе прошедшей реформы ведомства была уволена с занимаемой должности и переведена в разряд гражданских государственных служащих. 
Указом Президента Российской Федерации от 17 июня 2011 назначена начальником Департамента по финансово-экономической политике и обеспечению социальных гарантий Министерства внутренних дел Российской Федерации с присвоением классного чина государственной гражданской службы — действительный государственный советник Российской Федерации 2-го класса.
Указом Президента Российской Федерации от 8 мая 2015 освобождена от занимаемой должности и уволена из МВД России.

## Семья
Замужем. Дочь — сотрудник органов внутренних дел. Два внука.

## Награды

### Государственные
- Медаль «Ветеран труда»
- Орден Почёта
- Медаль «За отличную службу по охране общественного порядка»
- Медаль «В память 850-летия Москвы»[9]
- Заслуженный экономист Российской Федерации (23 февраля 1998) — за заслуги в области экономики и финансовой деятельности и многолетнюю безупречную службу[3]

### Ведомственные
- Медаль «За отличие в службе» I, II, III степеней
- Медаль «За боевое содружество»
- Нагрудный знак «Почётный сотрудник МВД»
- Медаль «За заслуги в управленческой деятельности» III степени

### Общественные
- Орден Святого благоверного великого князя Димитрия Донского II степени (РПЦ)
- Победитель V Всероссийского конкурса «Лучший бухгалтер России — 2002» в номинации «Золотые счёты».
- Орден «Слава России» (2006, международная награда общественного признания)
- Лауреат национальной премии общественного признания достижений женщин «Олимпия» Российской Академии бизнеса и предпринимательства (2007)

## Увлечения
Увлекается конным спортом и горными лыжами.